# 리하르트 빈트비흘러
리하르트 빈트비흘러(독일어: Richard Windbichler, 1991년 4월 2일 ~ )는 오스트리아의 축구 선수이며, 포지션은 수비수이지만 수비형 미드필더로도 소화할 수 있다. 현재 USL 챔피언십의 샌안토니오 FC 소속이다. K리그 등록명은 리차드였다.

## 클럽 경력
19세에 오스트리아 분데스리가 아드미라 바커에서 데뷔한 후, 오스트리아 U-18, U-19, U-20, U21 청소년 대표팀을 두루 거쳐 총 166경기에 출전하였다. 또한 2년 간(13~15년) 아드미라 바커의 주장으로서 활동했으며, 2015년에 FK 오스트리아 빈으로 이적하였다.
2017년 1월 23일 K리그 클래식 울산 현대에 입단하여 오스트리아 출신 첫 번째 K리그 외국인 선수가 되었다. 2017년 5월 6일 수원과의 K리그 10라운드 원정경기에서 K리그 데뷔골을 기록하여 팀의 2-1 승리를 이끌어냈다. 그 후, 강민수와 함께 수비 라인에서 호흡을 맞춰 울산의 수비를 견고히 했으며, 팀의 FA컵 우승을 이끌어냈다. 그러나, 2018년 5월 9일에 열린 수원 삼성 블루윙즈와의 AFC 챔피언스리그 16강 1차전에서 염기훈의 갈비뼈를 골절시켜 염기훈이 2018년 FIFA 월드컵 엔트리에서 낙마하는 원인을 제공하였다. 2018 시즌 후, 리차드는 12월 3일에 K리그 베스트 11 수비수 부문에 선정되었고, 2018 시즌을 끝으로 울산을 떠났다.
울산을 떠난 이후 덴마크의 비보르 FF와 계약했다.
2019시즌 여름 이적시장에서 A리그의 멜버른 시티 FC로 이적했다.
2021시즌을 앞두고 K리그1의 성남 FC로 이적했다.

## 수상 내역

### 클럽

#### 울산 현대
- FA컵
  - 우승 : 2017
  - 준우승 : 2018

### 개인
- K리그 베스트 11 수비수 부문: 2018